# دجاجة الماء الصغيرة
دجاجة الماء الصغيرة (الاسم العلمي: Gallinula angulata) (بالإنجليزية: Lesser Moorhen) هي نوع من الطيور تتبع جنس دجاجة الماء من فصيلة المرعات.